# 维克托·阿纳托利耶维奇·瓦西里耶夫
维克托·阿纳托利耶维奇·瓦西里耶夫（俄语：Виктор Анатольевич Васильев，1956年4月10日—），苏联及俄罗斯数学家，拓扑学专家。2003年当选俄罗斯科学院院士。2010年当选莫斯科数学学会主席。

## 生平
1956年4月10日生于莫斯科市。1978年毕业于莫斯科国立大学数学与力学系。1995年始任俄罗斯科学院斯捷克洛夫数学研究所首席研究员。主要研究拓扑学、积分几何学、复杂计算理论和组合学。
1997年，当选俄罗斯科学院通讯院士。2003年，当选俄罗斯科学院数学学部院士。2004年至2010年，国际数学联盟执行委员会委员。2010年，当选莫斯科数学学会主席。